# Arrhéphores

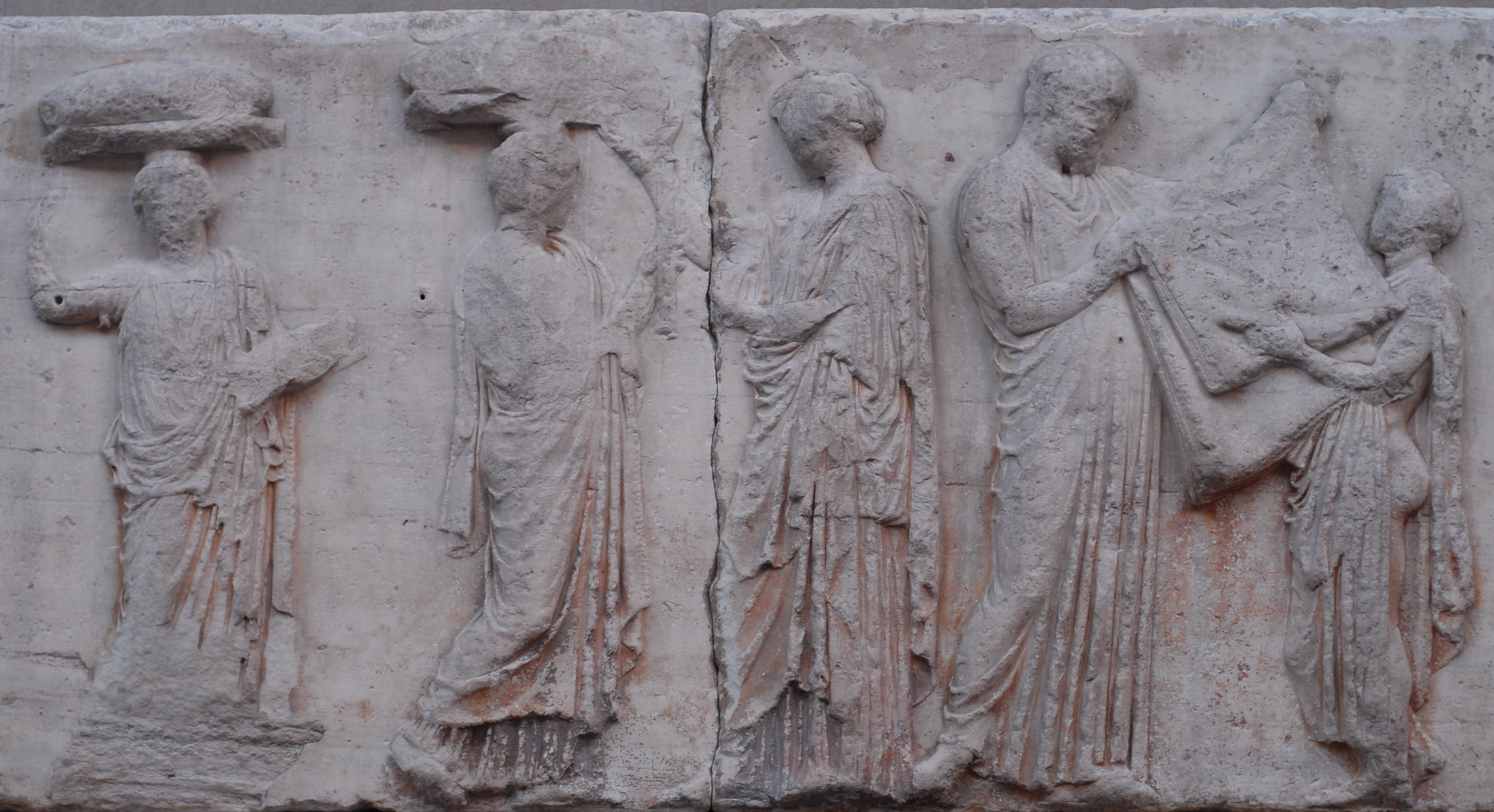
Scène avec un personnage pliant un péplos dans la frise du côté est du Parthénon (British Museum).

Les arrhéphores, en grec ancien : Ἀρρήφοροι, sont, dans la Grèce antique, un groupe de jeunes filles acolytes du culte d'Athéna Polias, à l'acropole d'Athènes.
Elles sont quatre, choisies parmi les filles de bonne famille âgées de sept à onze ans. P. Brulé pense que les candidates sont proposées par leur père et qu’après vérification par l’archonte-roi qu’elles remplissent bien les conditions d’âge et de naissance, elles sont désignées par un vote à main levée. Il est possible que chaque arrhéphore représente une des quatre tribus archaïques de la cité athénienne. Ce cadre de répartition des citoyens athéniens n’avait plus d’importance politiquement parlant mais était encore opérant dans le culte d’Athéna.
Pendant un an, elles habitaient la maison des arrhéphores, sur l’Acropole. Elles étaient vêtues de blanc et portaient des bijoux sacrés en or. Deux d’entre elles mettaient en chantier le tissage du péplos, destiné à être offert à Athéna lors des Panathénées, avec l’aide des prêtresses d’Athéna et de l’Aglauréion, plaçant ainsi ce travail sous le patronage d’Athéna et d’Aglauros. La mise en chantier du péplos a lieu le jour des chalkeia, appelées aussi Athenaia. Le travail se fait ensuite tout au long des quatre années en commun avec les femmes adultes de la cité. Les vierges (parthenoi) ergastines participent aussi au tissage : ces ergastines, plus âgées (elles sont nubiles) sont elles aussi issues des meilleures familles d’Athènes. Ce travail en commun est l’occasion pour les petites filles et jeunes femmes athéniennes de s’insérer dans des réseaux de sociabilité, et constitue également une paideia, une phase du processus d’éducation, aux mains des femmes adultes et inconnue des sources historiques masculines. Lors de cette paideia, les jeunes filles avaient aussi l’occasion d’acquérir quelques notions nécessaires pour passer le cap du mariage sans trop de douleurs. Le travail effectué est typiquement féminin, et le faire au service de la déesse est une manière de le sanctifier.
Leur période de service se concluait par un rite célébré lors des Arrhéphories : elles portaient des objets inconnus à Athènes, descendant de l’Acropole par une grotte. Puis on leur confiait d'autres objets dont elles ne savaient pas ce que c’était, qu’elles rapportaient sur l’Acropole. On fabriquait pour elles un gâteau spécial, l’anastasos (ce qui peut se traduire par « le dressé » ou « l’érigé »), qu’elles mangeaient cette nuit-là. Il s’agissait probablement de gâteaux en pâte levée représentant des phallus. Ce rite de sortie de charge se terminait par une pannuchis, une veillée entre femmes (les adultes et celles encore enfant), marquée par des chants, de la musique, des danses, et une certaine licence sexuelle.
Le choix des arrhéphores à cet âge-là tient à deux conditions :
- elles devaient avoir plus de sept ans : probablement parce cet âge est considéré comme une sortie de la première enfance (voir aussi la théorie des hebdomades) ;
- elles devaient avoir moins de onze ans : cet âge limite est fixé probablement pour avoir la certitude qu’aucune arrhéphore n’aura ses premières règles durant son ministère, ce qui évite une souillure sur l’Acropole. Enfin, le rite de sortie, l’arrhéphorie, constitue une ordalie et donc un certificat de bonne conduite, préalable à la mise sur le marché matrimonial par les pères.